# アキュビュー
アキュビュー® (ACUVUE®) とは、ジョンソン・エンド・ジョンソン（Johnson & Johnson）が開発・発売しているコンタクトレンズである。
1日で新しいレンズに交換する使い捨てタイプ （ディスポーザブルタイプ）と最長2週間で交換する頻回交換タイプの2タイプのみを発売している。2016年現在、同社では従来型ソフトコンタクトレンズとハードコンタクトレンズは発売されていない。
全製品がUVカット（UV吸収サングラスの代わりにはならない）であり、2週間交換タイプのレンズケアは煮沸消毒を行わない、マルチパーパスソリューション（MPS）や過酸化水素によるコールド消毒を採用している。また全ての製品は睡眠中はレンズを外す終日装用となっている。
1988年に米国で発売を開始し、日本では1991年から発売を開始した。
日本をはじめ世界65ヶ国で発売されており、2016年現在、コンタクトレンズシェアNo.1を誇っている。
「ACUVUE」という名称の由来は、「ACCURATE（正確な）」と「VIEW（視界）」から作られた造語である。また、「VIEW」の中心には「いつもあなた（U）がいてほしい。」との思いが込められている。

## 商品一覧
2017年現在、以下の商品が日本国内で発売されている。
1日交換終日装用タイプ（ディスポーザブルタイプ）
- 「ワンデー アキュビュー」
- 「ワンデー アキュビュー モイスト」（1・DAY ACUVUE MOIST）
- 「ワンデー アキュビュー モイスト」乱視用
- 「ワンデー アキュビュー モイスト」マルチフォーカル
- 「ワンデー アキュビュー ディファイン モイスト」（1・DAY ACUVUE define）
- 「ワンデー アキュビュー トゥルーアイ」（1・DAY ACUVUE TruEye）
- 「ワンデー アキュビュー オアシス」（1-DAY ACUVUE oasys）

最長2週間交換終日装用タイプ（頻回交換タイプ）
- 「アキュビュー アドバンス」
- 「アキュビュー オアシス」
- 「アキュビュー オアシス」乱視用
- 「2ウィーク アキュビュー」
- 「2ウィーク アキュビュー ディファイン」
- 「2ウィーク アキュビュー」バイフォーカル

## 商品仕様

### 「ワンデー アキュビュー」
1995年4月発売開始。1日交換タイプ。ワンデータイプではスタンダードな製品。
- 1箱30枚入り
- グループ名

グループIV（イオン性高含水）
- 材質

etafilcon A（エタフィルコンA）
- 構成モノマー

HEMA（ヒドロキシエチルメタクリレート）およびMAA（メタクリル酸）
- ベースカーブ（BC）

9.0mm
- 度数（PWR）

-12.00D～+5.00D
- 直径（DIA）

14.2mm
- 含水率

58%
- 中心厚

0.084mm（-3.00D時）
- 酸素透過係数（Dk値）

28.0
- 酸素透過率（Dk/L値）

33.3（-3.00D時）
- 医療機器承認番号：20500BZY00282000

### 「ワンデー アキュビュー モイスト」

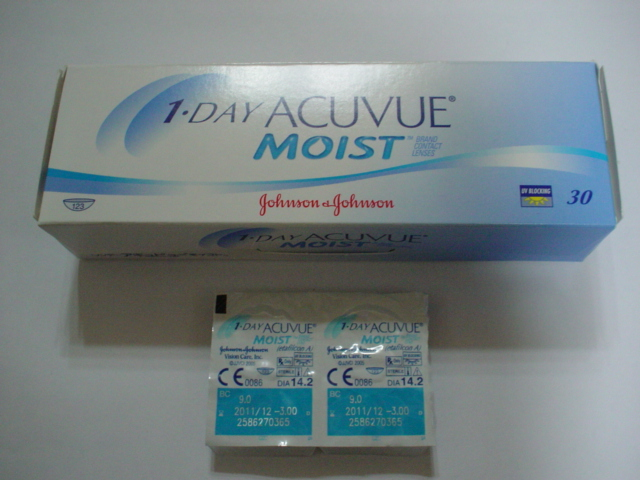
「ワンデー アキュビュー モイスト」

2005年9月発売開始。1日交換タイプ。保存液中に「うるおい成分」を組み込み、独自の「ラクリオン・テクノロジー」を採用し、水分子を引き寄せてレンズの水分保持力を高めている。その為、今までのレンズよりは乾きにくくなっている。
1日使い捨てコンタクトレンズ市場において、No.1のシェアを獲得した。
- 1箱30枚入り
- グループ名

グループIV（イオン性高含水）
- 材質

etafilcon A（エタフィルコンA）
- 構成モノマー

HEMAおよびMAA
- ベースカーブ（BC）

9.0mm・8.5mm
- 度数（PWR）

-12.00D～+5.00D（BC9.0mm）
-12.00D～-0.50D（BC8.5mm）
- 直径（DIA）

14.2mm
- 含水率

58%
- 中心厚

0.084mm（-3.00D時）
- 酸素透過係数（Dk値）

28.0
- 酸素透過率（Dk/L値）

33.3（-3.00D時）
- 医療機器承認番号：21600BZY00408000

### 「ワンデー アキュビュー モイスト」乱視用

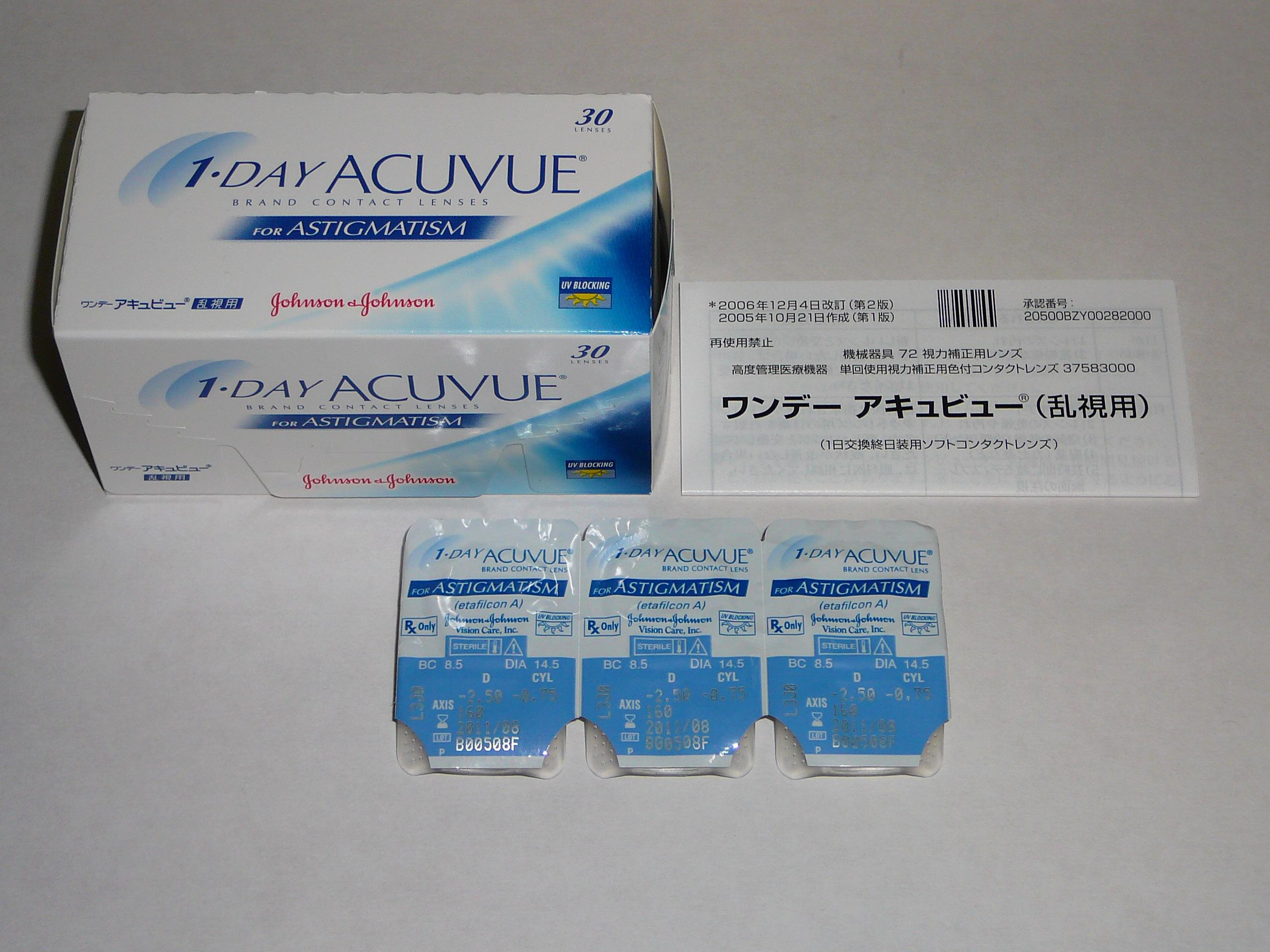
「ワンデー アキュビュー」乱視用

2006年2月発売開始。乱視向け1日交換タイプ。レンズ上下部が薄く、左右部が厚くなっており、レンズの回転を抑える仕組みになっている。上下部分には小さく線が入っている。
- 1箱30枚入り
- グループ名

グループIV（イオン性高含水）
- 材質

etafilcon A（エタフィルコンA）
- 構成モノマー

HEMAおよびMAA
- ベースカーブ（BC）

8.5mm
- 球面度数（PWR）

-9.00D～±0.00D
- 円柱度数

-0.75D・-1.25D・-1.75D
- 円柱軸

20°・90°・160°・180°
- 直径（DIA）

14.5mm
- 含水率

58%
- 中心厚

0.09mm（-3.00D時）
- 酸素透過係数（Dk値）

28.0
- 酸素透過率（Dk/L値）

31.1（-3.00D時）
- 医療機器承認番号：20500BZY00282000

### 「ワンデー アキュビュー ディファイン モイスト」

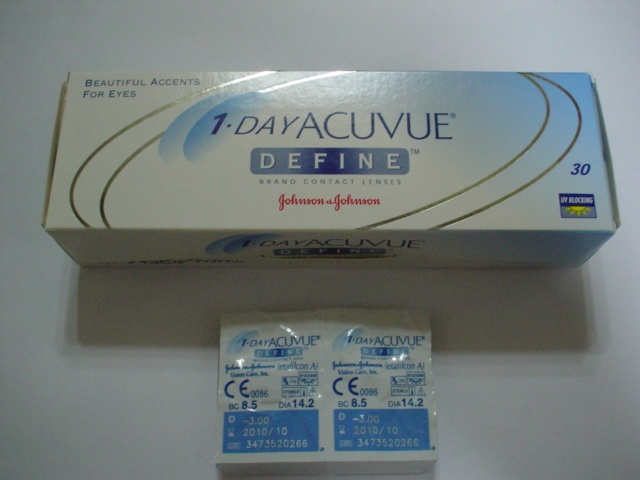
「ワンデー アキュビュー ディファイン」

2005年2月発売開始。1日交換タイプ。リング状に着色した部分（黒色または茶色で素材は酸化鉄と酸化チタン）がレンズにサンドイッチ状に挟まれており、黒目部分をはっきりと強調させたり、大きく見せたりする効果がある。「アクセントスタイル」と「ヴィヴィッドスタイル」、「ナチュラルシャイン」、「ラディアントチャーム」、「ラディアントブライト」の5種類が販売されている。
発売以来、女性を中心に受け入れられ、1日使い捨てコンタクトレンズ市場において、10％を超えるシェアを獲得した。
「ディファイン（DEFINE）」とは「輪郭をはっきりさせる」の意味である。
- 1箱30枚入り
- グループ名

グループIV（イオン性高含水）
- 材質

etafilcon A（エタフィルコンA）
- 構成モノマー

HEMAおよびMAA
- ベースカーブ（BC）

8.5mm
- 度数（PWR）

-9.00D～+1.00D
- 直径（DIA）

14.2mm
- 含水率

58%
- 中心厚

0.084mm（-3.00D時）
- 酸素透過係数（Dk値）

28.0
- 酸素透過率（Dk/L値）

33.3（-3.00D時）
- 医療機器承認番号：：22300BZX00126000

### 「ワンデー アキュビュー トゥルーアイ」
2010年4月発売開始。シリコーンハイドロゲル素材を使用した1日交換タイプのコンタクトレンズとして2008年に英国とアイルランドで発売されて以来、世界20ヵ国以上で提供されている。最長2週間交換タイプの「アキュビュー オアシス」とほぼ同じ仕組みを使った「ハイドラクリアワン・テクノロジー」で高い保水性を保つとともに、酸素透過率も裸眼の98%という比率を達成した。2010年8月19日、利用者から「目に刺激を感じて痛かった」などの苦情があり調査したところ、アイルランドの工場の生産ラインでレンズが十分に洗浄されていなかったことが判明し、一部を自主回収すると発表した。
- 1箱30枚入り
- グループ名

グループI（非イオン性低含水）
- 材質

narafilcon A（ナラフィルコンA）
- 構成モノマー

HEMAおよびOH-mPDMS、DMA
- ベースカーブ（BC）

9.0mm・8.5mm
- 度数（PWR）

-12.00D～+5.00D（BC9.0mm）
-12.00D～-0.50D（BC8.5mm）
- 直径（DIA）

14.2mm
- 含水率

46%
- 中心厚

0.085mm（-3.00D時）
- 酸素透過係数（Dk値）

100
- 酸素透過率（Dk/L値）

118（-3.00D時）
- 医療機器承認番号：22200BZX00226000

### 「ワンデー アキュビュー オアシス」
2017年1月発売開始。シリコーンハイドロゲル素材を使用した1日交換タイプのコンタクトレンズ。涙に含まれるムチンを模した成分をレンズに組み込むことで、レンズと涙の一体化を「ハイドラリュクス・テクノロジー」という名の技術で実現。目の疲れの一因となる「乾燥感」「ぼやけ」「まばたきの際の摩擦」を軽減するという。
- 1箱30枚入り
- グループ名

グループI（非イオン性低含水）
- 材質

senofilcon A（セノフィルコンA）
- 構成モノマー

2-HEMA、SiMAA2、mPDMS1000及びDMA
- ベースカーブ（BC）

9.0mm・8.5mm
- 度数（PWR）

-12.00D～+5.00D（BC9.0mm）
-12.00D～-0.50D（BC8.5mm）
- 直径（DIA）

14.3mm
- 含水率

38%
- 中心厚

0.085mm（-3.00D時）
- 酸素透過係数（Dk値）

103
- 酸素透過率（Dk/L値）

121（-3.00D時）
- 医療機器承認番号：22800BZX00049000

### 「アキュビュー アドバンス」
2007年3月発売開始。最長2週間交換タイプ。海外では日本より以前に発売されていた。「2ウィーク アキュビュー」の進化版として位置付けされている。水（涙）より酸素をより多く通す、シリコーンハイドロゲル（SHSCL）と呼ばれる新素材を使用し、含水率が低いながらも飛躍的に酸素透過率が上がった（裸眼開瞼時の約97%）。また、同社独自の「ハイドラクリア・テクノロジー」を採用し、SHSCLでは弱点とされていた素材の硬さと潤い面を克服させている。
シリコーンハイドロゲル素材を使用したコンタクトレンズは、チバビジョンから「O2オプティクス」（連続・終日装用1ヶ月交換）が2004年10月に日本で初めて発売され、ボシュロムから「メダリスト プレミア」（連続装用1週間交換・終日装用2週間交換）が2007年5月に発売された。また、メニコンからも「メニコン2WEEKプレミオ」（終日装用2週間交換）が2008年2月に発売されている。
これまでのソフトコンタクトレンズは、涙の水分を介して角膜に酸素を届けていたため、一般的には「含水率が高い＝目に酸素が多く届く」とされていたが、酸素透過率には限界があり（水の酸素透過率を超えることは不可能）、また、水分を多く含めば含むほど、長時間装用した場合に乾燥し、装用感が悪化する、などのデメリットがあった。
しかし、シリコーンハイドロゲルレンズは、レンズ素材のシリコーンそのものが酸素を水より多く通すため、含水率に依存せず、高い酸素透過性を実現している。従来のソフトコンタクトレンズと比べ、数倍もの酸素を通すので（ほぼ裸眼同等のレベルが得られる）、次世代のレンズとして注目されている。
- 1箱6枚入り
- グループ名

グループI（非イオン性低含水）
- 材質

galyfilcon A（ガリフィルコンA）
- 構成モノマー

HEMA・SiMAA2・mPDMSおよびDMA
- ベースカーブ（BC）

8.7mm・8.3mm
- 度数（PWR,D）

-12.00D～+5.00D
- 直径（DIA）

14.0mm
- 含水率

47%
- 中心厚

0.07mm（-3.00D時）
- 酸素透過係数（Dk値）

60.0
- 酸素透過率（Dk/L値）

85.7（-3.00D時）
- 医療機器承認番号：21800BZY10251000

### 「アキュビュー オアシス」
2007年3月発売開始。最長2週間交換タイプ。アドバンスと同じく新素材のシリコーンハイドロゲル（SHSCL）を使用しているが、オアシスでは、親水性高分子をより多くレンズ内に組み込む、独自の「ハイドラクリアプラス・テクノロジー」を採用し、更に乾燥感が抑えられ、アドバンスよりも酸素透過率が上がっている（裸眼開瞼時の約98%）。また、レンズ表面も滑らかにしている為、装用感も向上している。以上の事から、アドバンスの上位モデルとして位置付けされている。アドバンスとオアシスは、米国のSHSCL市場において、発売から3年間で共にシェア1位・2位を獲得している。
- 1箱6枚入り
- グループ名

グループI（非イオン性低含水）
- 材質

senofilcon A（セノフィルコンA）
- 構成モノマー

HEMA・SiMAA2・mPDMSおよびDMA
- ベースカーブ（BC）

8.8mm・8.4mm
- 度数（PWR）

-12.00D～+5.00D
- 直径（DIA）

14.0mm
- 含水率

38%
- 中心厚

0.07mm（-3.00D時）
- 酸素透過係数（Dk値）

103
- 酸素透過率（Dk/L値）

147（-3.00D時）
- 医療機器承認番号：21800BZY10252000

### 「アキュビュー オアシス」乱視用
2008年3月発売開始。乱視向け最長2週間交換タイプ。上記のオアシスと同じく、新素材のシリコーンハイドロゲル（SHSCL）を使用しており、レンズの性能はオアシスとほぼ同等である。乱視矯正の為、独自のデザインを採用し、レンズの回転を抑えている（通常の近視矯正レンズでは、瞬きする度にレンズが回転してしまう）。また、上下左右対称のデザインにすることにより、重力による影響が少なく、顔の向きが変わってもレンズが安定し、良好な視界を得ることができる。
- 1箱6枚入り
- グループ名

グループI（非イオン性低含水）
- 材質

senofilcon A（セノフィルコンA）
- 構成モノマー

HEMA・SiMAA2・mPDMSおよびDMA
- ベースカーブ（BC）

8.6mm
- 球面度数（PWR）

-9.00D～±0.00D
- 円柱度数

-0.75D・-1.25D・-1.75D・-2.25D
- 円柱軸

10°・20°・60°・90°・120°・160°・170°・180°
- 直径（DIA）

14.5mm
- 含水率

38%
- 中心厚

0.08mm（-3.00D時）
- 酸素透過係数（Dk値）

103
- 酸素透過率（Dk/L値）

129（-3.00D時）
- 医療機器承認番号：21800BZY10252000

### 「2ウィーク アキュビュー」
1999年10月発売開始。最長2週間交換タイプ。トータルバランスで優れているスタンダード製品であり、販売店では比較的安価で販売されている。アキュビューシリーズの中で長らくの主力商品であったが、前述の「アキュビュー アドバンス」や「アキュビュー オアシス」の発売に伴い、現在はアドバンス・オアシスの両製品が2週間交換タイプの主力商品に据えられている。
- 1箱6枚入り
- グループ名

グループIV（イオン性高含水）
- 材質

etafilcon A（エタフィルコンA）
- 構成モノマー

HEMAおよびMAA
- ベースカーブ（BC）

8.3mm・8.7mm
- 度数（PWR）

-12.00D～+5.00D
- 直径（DIA）

14.0mm
- 含水率

58%
- 中心厚

0.084mm（-3.00D時）
- 酸素透過係数（Dk値）

28.0
- 酸素透過率（Dk/L値）

33.3（-3.00D時）
- 医療機器承認番号：20600BZY00128000

### 「2ウィーク アキュビュー ディファイン」
2008年7月発売開始。最長2週間交換タイプ。前述の「ワンデー アキュビュー ディファイン」のヒットを受け、2週間交換として新しく発売された。レンズの性能は通常の「2ウィーク アキュビュー」とほぼ同等である。また、「ワンデー アキュビュー ディファイン」では着色部のデザインが2種類あるが、「2ウィーク アキュビュー ディファイン」では、ダークブラウンの「VIVID STYLE（ヴィヴィッドスタイル）」のみ販売されている。
- 1箱6枚入り
- グループ名

グループIV（イオン性高含水）
- 材質

etafilcon A（エタフィルコンA）
- 構成モノマー

HEMAおよびMAA
- ベースカーブ（BC）

8.3mm
- 度数（PWR）

-9.00D～+1.00D
- 直径（DIA）

14.0mm
- 含水率

58%
- 中心厚

0.084mm（-3.00D時）
- 酸素透過係数（Dk値）

28.0
- 酸素透過率（Dk/L値）

33.3（-3.00D時）
- 医療機器承認番号：22000BZX00369000

### 「2ウィーク アキュビュー」バイフォーカル
2000年2月発売開始。レンズ中心部から遠用、近用が同心円状に5つのゾーンに分かれており、視線を変えることなく、遠くの物体と近くの物体を同時に見ることが出来る。
- 1箱6枚入り
- グループ名

グループIV（イオン性高含水）
- 材質

etafilcon A（エタフィルコンA）
- 構成モノマー

HEMAおよびMAA
- ベースカーブ（BC）

8.5mm
- 球面度数（PWR）

-9.00D～+3.00D
- 加入度数

+1.00D・+1.50D・+2.00D・+2.50D
- 直径（DIA）

14.2mm
- 含水率

58%
- 中心厚

0.075mm（-3.00D時）
- 酸素透過係数（Dk値）

28.0
- 酸素透過率（Dk/L値）

37.3（-3.00D時）
- 医療機器承認番号：20600BZY00128000

## 歴史
- 1984年 デンマークの企業が新しいソフトコンタクトレンズの製造技術を開発した事をベルギーのグループ会社から聞いたジョンソン・エンド・ジョンソン社は、翌日には代表者をデンマークへ向かわせ、両社間で技術取得の契約を行う。その後3年間で、SSM製法（スタビライズド・ソフト・モールディング製法）と呼ばれる大量生産技術を確立する。
- 1988年 米国において、世界初の使い捨てコンタクトレンズとして「アキュビュー（最長1週間連続装用）」を発売。その後、欧州各国においても発売を開始する。

### 独占禁止法違反
2009年12月以降、コンタクトレンズ販売業者に対して「ワンデーアキュビューモイスト」などの商品の価格を広告やホームページ、チラシなどに記載しないよう強制していた事がわかった。小売り店間の価格競争や新製品の値崩れを抑止する狙いがあったとして見られており、従わない販売店には仕入れ価格の値上げなど優遇措置の取りやめを示唆したという。これを受けて公正取引委員会は私的独占の禁止及び公正取引の確保に関する法律（独占禁止法）違反（不公正な取引方法）に当たるとして、2010年3月30日に本社や関係先などの立ち入り検査に乗り出している。
また、2002年12月にはインターネット上での販売を認めない方針に対し、公正取引委員会は独占禁止法違反に当たるとして警告を出している。

## 生産工場
アキュビューの各製品は現在、アメリカのフロリダ工場とアイルランドのリムリック工場で作られている。

## CM出演者
日本でのアキュビューのCMや広告では過去から現在まで多くの女優・女性モデルが出演している。
- 「アキュビュー」・「シュアビュー」

山口智子
- 「2ウィーク アキュビュー」

相武紗季
戸田恵梨香
岩田さゆり
- 「ワンデー アキュビュー」

高以亜希子
- 「ワンデー アキュビュー」乱視用

井村空美
- 「ワンデー アキュビュー カラー」

SHIHO
- 「ワンデー アキュビュー モイスト」

上原美佐
松下奈緒
大谷英子
えれな
- 「ワンデー アキュビュー ディファイン」

相沢紗世
陸守絵麻
押切もえ
杏
富永沙織
山本美月
- 「アキュビュー アドバンス」

平田薫
江澤璃菜
山下リオ
松永かなみ
- 「アキュビュー オアシス」

田丸麻紀
佐藤めぐみ
生井亜実
- 「アキュビュー オアシス」乱視用

梅澤レナ
花形綾沙
池田香織
- 「アキュビュー オアシス」トランジションズ スマート調光

伊藤健太郎
日向坂46
　　井浦新
- 「ワンデー アキュビュー トゥルーアイ」

マイコ (モデル)
すみれ
- ブランドCM

上野なつひ
戸田恵梨香
久保田紗友
- 「ワンデー アキュビュー（R）」

林遣都 - キャンペーンアンバサダー
日向坂46（小坂菜緒・佐々木美玲・河田陽菜）
- 「ワンデー アキュビュー オアシス」

里々佳